# Сєверний сільський округ (Алтайський район)
Сє́верний сільський округ (каз. Северное ауылдық округі, рос. Северный сельский округ) — адміністративна одиниця у складі Алтайського району Східноказахстанської області Казахстану. Адміністративний центр — село Феклістовка.
Населення — 477 осіб (2021; 657 у 2009, 1075 у 1999, 1487 у 1989).
Станом на 1989 рік існувала Сєверна сільська рада (села Єрмаковка, Кіровське, Сєверне, Феклістовка) Серебрянської міської ради обласного підпорядкування. Село Кіровськ було ліквідовано 2007 року.

## Склад
До складу округу входять такі населені пункти:
| Населений пункт   | Старі назви | Населення, осіб (1989) | Населення, осіб (1999) | Населення, осіб (2009) | Населення, осіб (2021) |
| ----------------- | ----------- | ---------------------- | ---------------------- | ---------------------- | ---------------------- |
| Єрмаковка, село   | -           | 137                    | 116                    | 45                     | 57                     |
| Кіровськ, село    | Кіровське   | 115                    | 67                     | -                      | -                      |
| Сєверне, село     | -           | 394                    | 254                    | 209                    | 126                    |
| Феклістовка, село | -           | 841                    | 641                    | 403                    | 294                    |